# فولفانغ رولف

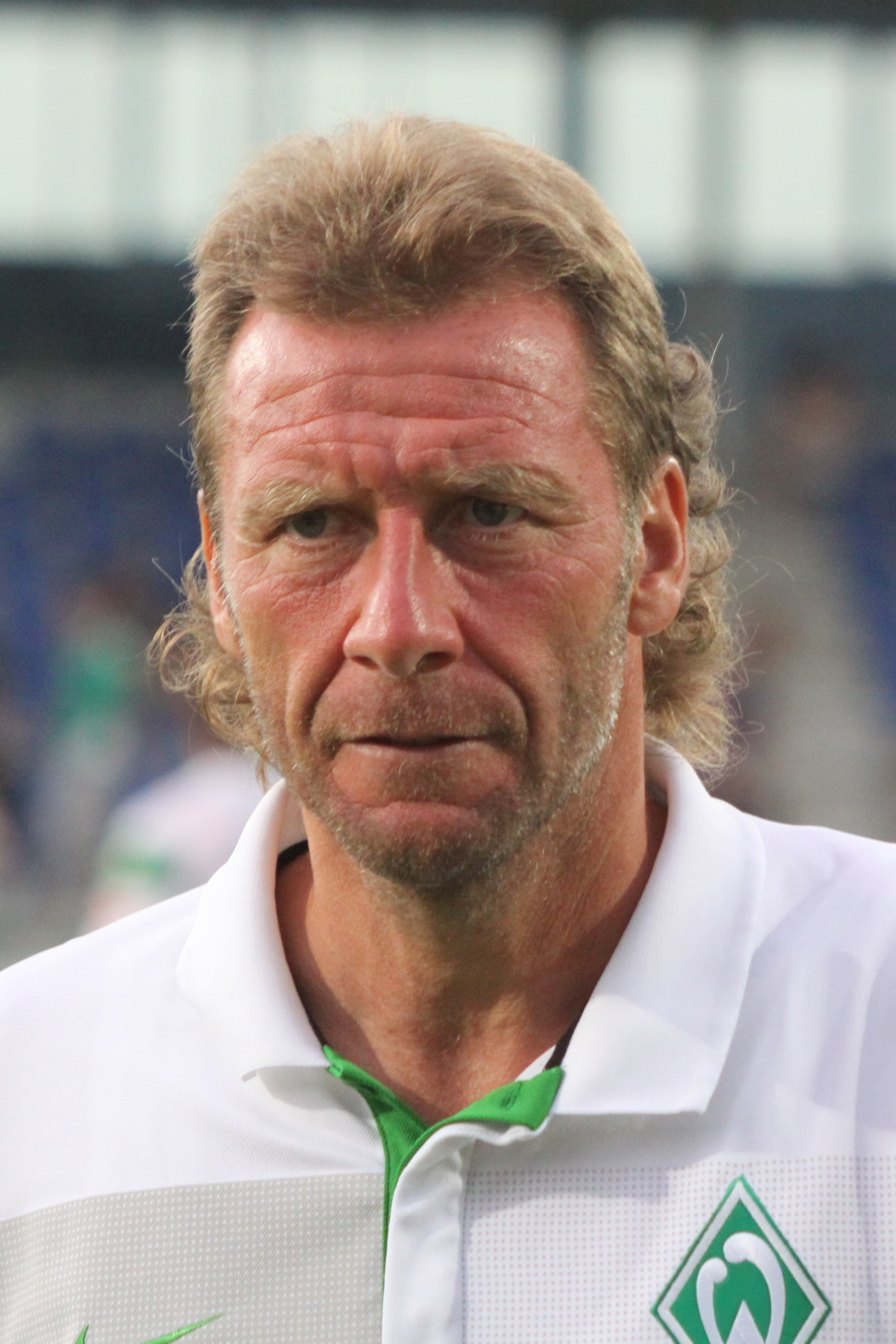
فولفانغ رولف

فولفانغ رولف (بالألمانية: Wolfgang Rolff)‏، من مواليد 26 ديسمبر 1959، لاعب كرة قدم ألماني سابق، ومدرب كرة قدم ألماني.
لعب مع منتخب ألمانيا لكرة القدم.

## روابط خارجية
- فولفانغ رولف على موقع الاتحاد الدولي (مؤرشف)  (الإنجليزية)
- فولفانغ رولف على موقع الاتحاد الأوربي (الإنجليزية)
- فولفانغ رولف على موقع قاعدة بيانات كرة القدم.إي يو (الإنجليزية)
- فولفانغ رولف على موقع بيانات كرة القدم. دي إي (الألمانية)
- فولفانغ رولف على موقع ناشيونال فوتبول تيمز (الإنجليزية)
- فولفانغ رولف على موقع عالم كرة القدم.نت (الإنجليزية)
- فولفانغ رولف على موقع كووورة